# Wychino-Schulebino
Wychino-Schulebino (russisch Выхино-Жулебино) ist ein Stadtviertel im östlichen Teil des Südöstlichen Verwaltungsbezirks in Moskau. Dieser Bezirk hat 222.554 Einwohner (2015) und ist am zweiten Platz in Bezug auf die Bevölkerung in Moskau nach Marjino (251.522 Einwohner im Jahr 2015).

## Lage und Grenzen
Wychino-Schulebino begrenzt fünf Bezirke: Kossino-Uchtomski im Osten, Weschnjaki und Rjasanski im Norden, Kusminki im Westen und Ljublino im Süden. Kossino-Uchtomski und Weschnjaki gehören zum Östlichen Verwaltungsbezirk. Wychino-Schulebino begrenzt auch zwei Städte im Osten, diese Städte heißen Ljuberzy und Kotelniki.

## Verkehr
Es gibt vier U-Bahn-Stationen im Bezirk: Wychino, Lermontowskij Prospekt, Schulebino und Kotelniki der Tagansko-Krasnopresnenskaja-Linie. Es gibt auch sehr viele Buslinien, die Wychino mit dem Zentrum und vielen anderen Bezirken verbinden.